# Zak Orth

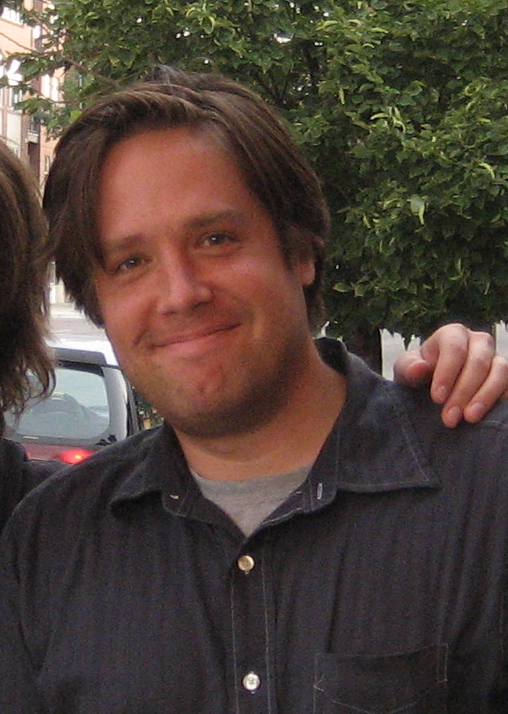
Zak Orth in 2006

Adam Zakary 'Zak' Orth (Libertyville (Illinois), 15 oktober 1970) is een Amerikaans acteur.

## Biografie
Orth heeft gestudeerd aan de DePaul University in Chicago waar hij zijn bachelor of fine arts haalde op de theaterschool.
Orth was getrouwd en heeft hieruit een kind.

## Filmografie

### Films
Uitgezonderd korte films.
- 2020 Wet Hot American Summer: Original Cast Live Read - als JJ
- 2020 Unbreakable Kimmy Schmidt: Kimmy vs the Reverend - als Cody Santimonio
- 2014 They Came Together - als ober
- 2012 Vamps – als Renfield
- 2010 The Other Guys – als accountant
- 2010 You Will Meet a Tall Dark Stranger – als verteller (stem)
- 2010 Monogamy – als Quinny
- 2010 The Wonderful Maladys – als ??
- 2009 Peter and Vandy – als Keith
- 2009 (Untitled) – als Porter Canby
- 2008 Vicky Cristina Barcelona – als Adam
- 2008 Life in Flight – als Josh
- 2007 Music and Lyrics – als David Newbert
- 2007 The Ten – als aanklager / gids Barge Michaelson
- 2005 Merry F#%@in' Christmas – als gastheer van Nuns Gone Wild
- 2005 Prime – als Randall
- 2005 The Baxter – als Wendall Wimms
- 2005 The F Word – als Manny
- 2004 Melinda and Melinda – als Peter
- 2004 Hair High – als Zip (stem)
- 2004 Eddie's Father – als Norman
- 2003 Kill the Poor – als Butch
- 2002 Stella Shorts 1998-2002 – als kalkoenenjager / Enis / Stewart / inspecteur
- 2002 Monday Night Mayhem – als Don Ohlmeyer
- 2001 Wet Hot American Summer – als J.J.
- 2000 Loser – als Adam
- 2000 Down to You – als Monk Jablonski
- 1999 Snow Falling on Cedars – als Abel Martinson
- 1999 My Teacher's Wife – als Paul Faber
- 1998 When Trumpets Fade – als Warren Sanderson
- 1997 In & Out – als Mike
- 1997 Rose Hill – als Douglas Clayborne
- 1996 Romeo + Juliet – als Gregory
- 1996 The Pallbearer – als An Abernathy Cousin
- 1994 Spanking the Monkey – als Curtis

### Televisieseries
Uitgezonderd eenmalige gastrollen.
- 2020 Zoey's Extraordinary Playlist - als Howie - 5 afl.
- 2018 Human Kind Of - als mr. Russo / Ethan / vader - 19 afl.
- 2015 - 2018 Casual - als Drew Meyers - 15 afl.
- 2016 - 2018 Falling Water - als Bill Boerg - 18 afl.
- 2017 Wet Hot American Summer: Ten Years Later - als JJ - 8 afl.
- 2015 - 2016 Veep - als Jim Owens - 3 afl.
- 2015 Wet Hot American Summer: First Day of Camp - als JJ - 8 afl.
- 2015 Happyish - als Larry - 3 afl.
- 2012 - 2014 Revolution – als Aaron Pittman – 42 afl.

- Biblioteca Nacional de España: XX1654412
- International Standard Name Identifier: 0000 0000 3945 9565
- Library of Congress Control Number: no00028328
- MusicBrainz: 405a32f4-17a4-49f8-8e38-9c9bd1a26309
- Nationale Bibliotheek van Tsjechië: xx0180077
- Virtual International Authority File: 73394248
- WorldCat: E39PBJyCJRG3M3X6GBFDBpGWDq